# Palaeopsylla vartanovi
Palaeopsylla vartanovi är en loppart som beskrevs av Ioff 1950. Palaeopsylla vartanovi ingår i släktet Palaeopsylla och familjen mullvadsloppor. Inga underarter finns listade i Catalogue of Life.